# 上宝村立栃尾小学校中尾分校
上宝村立栃尾小学校中尾分校（かみたからそんしりつ とちおしょうがっこう　なかおぶんこう）は、かつて岐阜県吉城郡上宝村（現・高山市）に存在した公立小学校の分校。

## 概要
- 上宝村大字中尾に存在した上宝村立栃尾小学校の分校であった。通年の分校だが、年度によっては冬季分校として使用された。
- 1947年から廃校時までは栃尾中学校中尾分校を併設していた。
- 跡地は中尾公民館となっている。

## 沿革
- 1926年（大正15年） - 上宝村大字中尾に上宝第二尋常小学校中尾冬季分教場を設置。
- 1929年（昭和4年） - 校舎を新築する。
- 1941年（昭和16年）4月1日 - 上宝第二国民学校中尾冬季分教場に改称する。
- 1947年（昭和22年）4月1日 - 上宝村立上宝第二小学校中尾分校に改称する。栃尾中学校中尾分校を併設。
- 1958年（昭和33年） - 新校舎（公民館兼用）が完成。
- 1959年（昭和34年） - 上宝村立栃尾小学校中尾分校に改称する。
- 1970年（昭和45年）3月 - 廃止。